# Dème de Chássia (Grevená)
Ne doit pas être confondu avec l'ancien dème du district régional de Tríkala.
Le dème de Chássia, en grec moderne : Δήμος Χασίων / Dímos Chasíon, est un ancien dème du district régional de Grevena, en Macédoine-Occidentale, Grèce. Depuis 2010, il est fusionné au sein du dème de Deskáti.
Selon le recensement de 2011, la population du dème s'élève à 1 558 habitants.
La localité tire son nom du massif des Chássia (en).